# Рыбаков, Николай Иосифович
Николай Иосифович Рыбаков (род. 23 мая 1947 года, с. Колобово, Читинская область, РСФСР, СССР) — советский и российский художник, действительный член Российской академии художеств (2021).

## Биография
Родился 23 мая 1947 года в с. Колобово Читинской области, живёт и работает в Красноярске.
В 1972 году окончил Красноярское художественное училище имени В. И. Сурикова, после окончания и до 1982 года работал там же преподавателем специальных предметов: рисунок, живопись, композиция.
С 1980 года — член Союза художников СССР, России.
С 1986 по 1994 годы — член правления Красноярской организации Союза художников России.
С 1990 по 1994 годы руководил выставочной деятельностью и молодёжной секцией.
С 2013 года — член академического Общества искусства науки и литературы Франции (Society Art Science Literature), член национального Общества изящных искусств Франции (SSNBA), Париж.
В 2018 году избран членом-корреспондентом, а в 2021 — академиком Российской академии художеств от Отделения Урала, Сибири и Дальнего Востока.
Работал внештатным сотрудником СО РАН, проводил научно-поисковую работу и документирование петроглифических памятников в районе отрогов Кузнецкого Алатау по рекам Чёрный и Белый Июсы республики Хакасии.
В 2004 году в соавторстве с академиком РАЕН В. Е. Ларичевым издал комплекты открыток по археологическим памятникам республики Хакасии «Сулек», «Сундуки» (2004).
Член жюри конкурса «Палитра Юга» (1999), Ош, Кыргызстан, член жюри III Новосибирской биеннале графики, Новосибирск (2003).

## Творческая деятельность
Основные произведения: «Поскотина», холст, масло, 120х130 (2009); «Проводник. Кочевые тропы», холст, масло,120х130, 2012 (Кемеровский областной музей изобразительных искусств); «Безымянная картина», холст, масло, 120х140 (2012); «Тоскующий на берегу», холст, масло, 10х100, 2012 (музей ЭРАРТА); «Вечер в песках», холст, масло, 120х160, 2014 (Омский областной музей изобразительных искусств имени М. А. Врубеля); «Вечерняя лошадь», холст, масло, 140х150, 2017 (музей Новый Иерусалим, г. Истра); «Красные монахи», холст, масло, 100х110, 2013 (культурный центр, Тайвань); «Курящие девочки на Енисее», холст, масло, 130х180, 2015 (Государственный Русский музей); «Едоки», холст, масло, 150х170 (2019); «Долина Ламаюру», холст, масло, 135х180 (2017).
Постоянный участник выставок с 1974 года.

## Награды
- Заслуженный художник Российской Федерации (2008)[1]
- 1-я премия на Всесоюзной биеннале графики в Калининграде (1990)
- Гран-при фестиваля конкурса современной живописи «Золотая кисть России» за работы «Голова предка», «Человек с рыбой», Москва (1990)
- Гран-при фестиваля-конкурса современной живописи «Золотая кисть России» за работы «Реликт», «Дорога», Москва (1991)
- 1-я премия Всесибирской выставки-конкурса современного искусства за триптих «Аграрная страна», Новокузнецк (1993)
- 1-я премия межрегиональной выставки-конкурса «Красный проспект», Новосибирск (2012)